# Cantón de Coursegoules
El cantón de Coursegoules era una división administrativa francesa que estaba situada en el departamento de Alpes de Alta Provenza y la región de Provenza-Alpes-Costa Azul.

## Composición
El cantón estaba formado por ocho comunas:
- Bézaudun-les-Alpes
- Bouyon
- Cipières
- Conségudes
- Coursegoules
- Gréolières
- Les Ferres
- Roquestéron-Grasse

## Supresión del cantón de Coursegoules
En aplicación del Decreto nº 2014-227 de 24 de febrero de 2014, el cantón de Coursegoules fue suprimido el 22 de marzo de 2015 y sus 8 comunas pasaron a formar parte; seis del nuevo cantón de Vence y dos del nuevo cantón de Valbonne.